# Paul Vallas
Paul Gust Vallas (Chicago, 10 giugno 1953) è un politico e docente statunitense, membro del Partito Democratico.
Si è candidato a Sindaco di Chicago al secondo turno delle elezioni sindacali del 2023.

## Biografia
Duncan frequentò la Western Illinois University, dove si laureò Magna cum laude con un bachelor degree in scienza politica.
In seguito, fu nominato Sovrintendente delle Scuole Pubbliche di Chicago dal sindaco Richard M. Daley.
Dopo Chicago, è stato direttore esecutivo di diverse scuole pubbliche negli Stati Uniti tra cui Filadelfia e New Orleans.
Si è candidato come Governatore dell'Illinois nel 2002, perdendo contro Rod Blagojevich. Si è anche candidato a sindaco di Chicago nel 2019, perdendo le elezioni.